# 胡安·卡里索
胡安·保羅·卡里索（Juan Pablo Carrizo，1984年5月6日—) 是一位阿根廷足球運動員，在場上擔任守門員，目前效力球隊蒙特雷。
卡里索出身自阿根廷的河床俱樂部。他在2006年1月29日首次於聯賽上陣。2008年夏季，卡里索自河床轉會至拉素。
2009年7月，卡里索被外借至西甲的皇家薩拉戈薩一個球季。
2013年1月，卡里索被外借至國際米蘭，並於2013-2014年球季正式轉投國際米蘭。
2017年6月，卡里索加盟蒙特雷。